# Horst Dieter Sievers
Horst Dieter Sievers (* 5. August 1928 in Hamburg; † 17. Mai 2023) war ein deutscher Schauspieler bei Bühne, Film und Fernsehen.

## Leben und Wirken

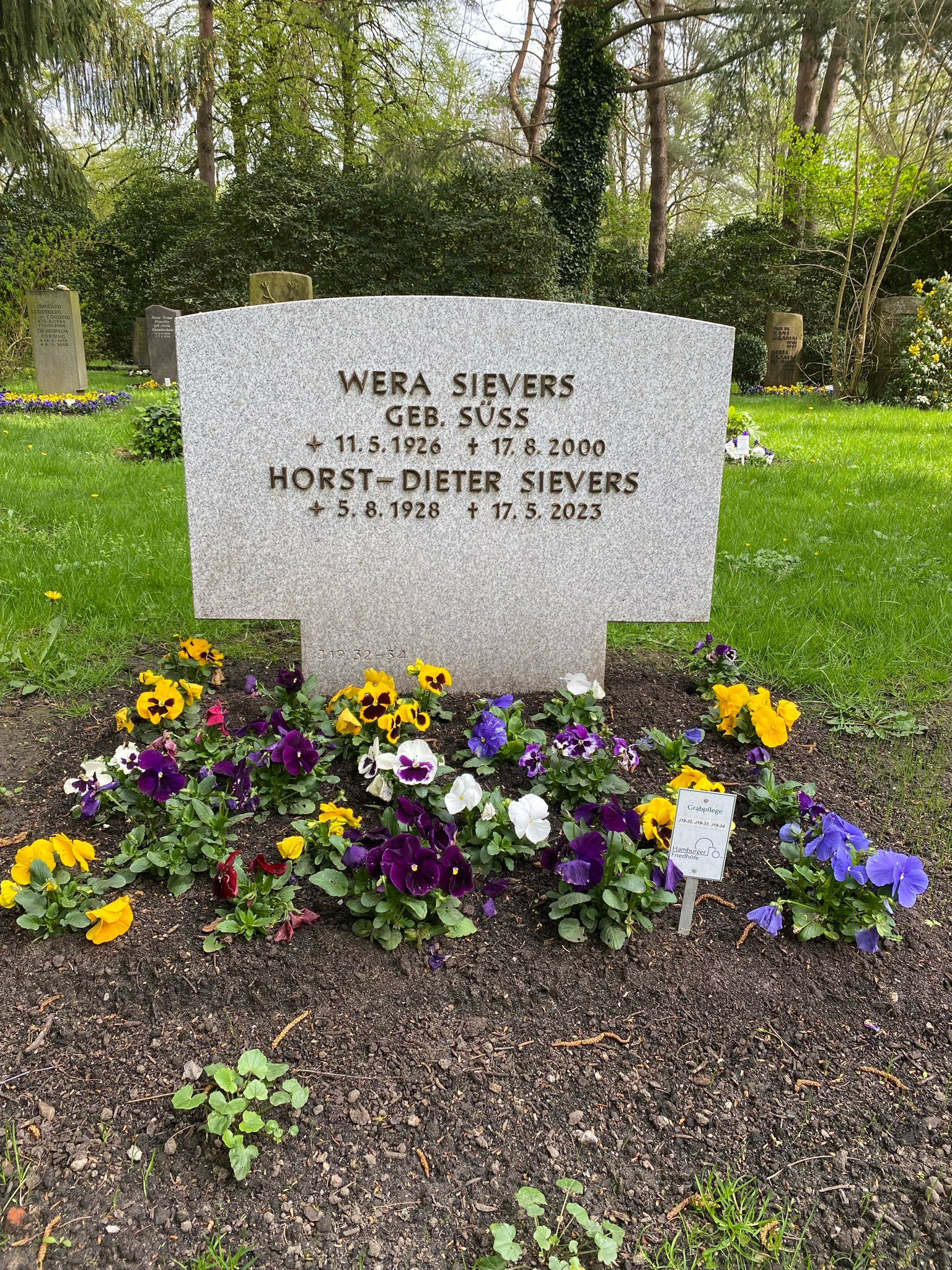
Grabstätte auf dem Friedhof Ohlsdorf

Sievers erhielt um 1950 eine künstlerische Ausbildung in seiner Heimatstadt und begann seine Karriere 1951 am dortigen Jungen Theater, das er mitgegründet hatte. Im Jahr darauf ging er ans Westfälisches Landestheater in Castrop-Rauxel, bereits 1953 zog er weiter nach Neuss, wo er vier Spielzeiten am dortigen Rheinischen Landestheater spielte. Von 1957 bis 1959 war Sievers Ensemblemitglied der Städtischen Bühnen Dortmund, danach am Staatstheater Braunschweig und schließlich an den Wuppertaler Bühnen.
In diesen ersten zehn Jahren seines künstlerischen Bühnenwirkens spielte Horst Dieters Sievers unter anderem den Malcolm in Shakespeares “Macbeth”, den Dagoult in Lengyels “Ninotschka” und den Almansor in Heines “Am End die Liebe”. Seit Ende der 1950er Jahre stand Sievers auch vor Film- und vor allem Fernsehkameras. Hier sah man ihn bis Mitte der 1970er Jahre in einer Reihe von mittelgroßen Rollen in Produktionen, die zum beträchtlichen Teil in seiner Heimatstadt Hamburg entstanden. Nach 1976 war Sievers kaum mehr als Fernsehschauspieler aktiv und konzentrierte sich wieder auf seine Tätigkeit an der Bühne. Intendant Boy Gobert holte ihn an das von ihm geleitete Thalia-Theater zurück nach Hamburg und nahm Sievers mit an die Staatlichen Schauspielbühnen, als Gobert nach Berlin verpflichtet wurde.
Horst Dieter Sievers lebte zuletzt in seiner Heimatstadt Hamburg. Er starb im Alter von 94 Jahren und wurde auf dem Friedhof Ohlsdorf beigesetzt. Die Grabstätte im Planquadrat J 19 liegt gegenüber von Kapelle 3.

## Filmografie
- 1959: Arzt ohne Gewissen
- 1960: Verrat auf Befehl (The Counterfeit Traitor)
- 1967: Die Wupper
- 1969: So war Mama
- 1969: Die Erben des tollen Bomberg
- 1969: Ein Jahr ohne Sonntag
- 1970: Die Unverbesserlichen … und die Liebe
- 1971: König Johann
- 1971: Geschäfte mit Plückhahn
- 1972: Hoopers letzte Jagd
- 1972: Hamburg Transit – Unfall im Yachthafen
- 1974: Bismarck von hinten oder Wir schließen nie
- 1974: Eine geschiedene Frau
- 1976: PS (TV-Mehrteiler, eine Folge)
- 1979: Onkel Wanja
- 1989: Professor Bernhardi
- 1992: Leas Hochzeit
- 1992: Bartolomé de Las Casas

## Hörspiele  (Auswahl)
- 1984: Jost Nickel: In der Bibliothek – Regie: Dietrich Auerbach